# Jan Rafn
Jan Rafn Jensen (Fredrikstad, 24 ottobre 1962) è un ex calciatore norvegese, di ruolo centrocampista.

## Biografia
È il padre di Simen Rafn, anch'egli calciatore.

## Carriera

### Club
All'età di dieci anni, Rafn è entrato a far parte delle giovanili dell'Østsiden. Nel 1978 ha effettuato il proprio esordio in squadra, in 3. divisjon, in occasione di una partita giocata contro il Drafn.
Nell'autunno 1981, è stato reso noto che Rafn avrebbe giocato nel Moss, a partire dalla stagione successiva. Con questa squadra ha avuto l'opportunità di debuttare in massima divisione. Ha contribuito alla vittoria finale del Norgesmesterskapet 1983 ed alla conseguente qualificazione alla Coppa delle Coppe 1984-1985. Il 19 settembre 1984 ha esordito così nelle manifestazioni europee per club, subentrando a Tore Johannessen nella sconfitta per 4-1 maturata in casa del Bayern Monaco.
Nel 1985, Rafn è passato al Fredrikstad, in 2. divisjon. In virtù del successo della squadra nel Norgesmesterskapet 1984, il Fredrikstad ha partecipato alla Coppa delle Coppe 1985-1986. Rafn è rimasto in squadra fino al 1989, anno in cui si è trasferito al Trosvik.
Nel 1990 ha fatto ritorno al Fredrikstad, dove è rimasto per una stagione: nella squadra, composta da giovani calciatori, si è ritrovato ad essere il più anziano nonostante i soli ventisette anni. Il club ha lottato per tutta la stagione per non retrocedere, salvandosi all'ultima giornata.
Nel 1991 è passato al Lisleby, per cui ha giocato per un biennio. Nel 1993 è stato in forza al Nylende, prima di tornare al Lisleby per altre due stagioni. A causa di alcuni problemi persistenti al ginocchio, ha lasciato l'attività agonistica nel 1995.

### Nazionale
Rafn ha giocato una partita per la Norvegia under 21: il 19 maggio 1983 è stato schierato titolare nel pareggio per 1-1 contro la Danimarca, trovando anche la rete in favore della sua squadra.

## Statistiche

### Presenze e reti nei club
| Stagione           | Club               | Campionato         | Campionato | Campionato | Coppe nazionali | Coppe nazionali | Coppe nazionali | Coppe continentali | Coppe continentali | Coppe continentali | Supercoppe | Supercoppe | Supercoppe | Totale | Totale |
| Stagione           | Club               | Comp               | Pres       | Reti       | Comp            | Pres            | Reti            | Comp               | Pres               | Reti               | Comp       | Pres       | Reti       | Pres   | Reti   |
| ------------------ | ------------------ | ------------------ | ---------- | ---------- | --------------- | --------------- | --------------- | ------------------ | ------------------ | ------------------ | ---------- | ---------- | ---------- | ------ | ------ |
| 1978               | Østsiden           | 3D                 | ?          | ?          | CN              | ?               | ?               | -                  | -                  | -                  | -          | -          | -          | ?      | ?      |
| 1979               | Østsiden           | 3D                 | ?          | ?          | CN              | ?               | ?               | -                  | -                  | -                  | -          | -          | -          | ?      | ?      |
| 1980               | Østsiden           | 3D                 | ?          | ?          | CN              | ?               | ?               | -                  | -                  | -                  | -          | -          | -          | ?      | ?      |
| 1981               | Østsiden           | 3D                 | ?          | ?          | CN              | ?               | ?               | -                  | -                  | -                  | -          | -          | -          | ?      | ?      |
| Totale Østsiden    | Totale Østsiden    | Totale Østsiden    | ?          | ?          |                 | ?               | ?               |                    | -                  | -                  |            | -          | -          | ?      | ?      |
| 1982               | Moss               | 1D                 | ?          | ?          | CN              | ?               | ?               | -                  | -                  | -                  | -          | -          | -          | ?      | ?      |
| 1983               | Moss               | 1D                 | ?          | ?          | CN              | ?               | ?               | -                  | -                  | -                  | -          | -          | -          | ?      | ?      |
| 1984               | Moss               | 1D                 | ?          | ?          | CN              | ?               | ?               | CdC                | 1                  | 0                  | -          | -          | -          | ?      | ?      |
| Totale Moss        | Totale Moss        | Totale Moss        | ?          | ?          |                 | ?               | ?               |                    | 1                  | 0                  |            | -          | -          | ?      | ?      |
| 1985               | Fredrikstad        | 2D                 | ?          | ?          | CN              | ?               | ?               | CdC                | 2                  | 0                  | -          | -          | -          | ?      | ?      |
| 1986               | Fredrikstad        | 2D                 | ?          | ?          | CN              | ?               | ?               | -                  | -                  | -                  | -          | -          | -          | ?      | ?      |
| 1987               | Fredrikstad        | 2D                 | ?          | ?          | CN              | ?               | ?               | -                  | -                  | -                  | -          | -          | -          | ?      | ?      |
| 1988               | Fredrikstad        | 2D                 | 20         | 1          | CN              | ?               | ?               | -                  | -                  | -                  | -          | -          | -          | 20+    | 1+     |
| 1989               | Trosvik            | 4D                 | ?          | ?          | CN              | ?               | ?               | -                  | -                  | -                  | -          | -          | -          | ?      | ?      |
| 1990               | Fredrikstad        | 2D                 | 21         | 2          | CN              | ?               | ?               | -                  | -                  | -                  | -          | -          | -          | 21+    | 2+     |
| Totale Fredrikstad | Totale Fredrikstad | Totale Fredrikstad | 41+        | 3+         |                 | ?               | ?               |                    | 2                  | 0                  |            | -          | -          | 43+    | 3+     |
| 1991               | Lisleby            | 3D                 | ?          | ?          | CN              | ?               | ?               | -                  | -                  | -                  | -          | -          | -          | ?      | ?      |
| 1992               | Lisleby            | 3D                 | ?          | ?          | CN              | ?               | ?               | -                  | -                  | -                  | -          | -          | -          | ?      | ?      |
| 1993               | Nylende            | 4D                 | ?          | ?          | CN              | ?               | ?               | -                  | -                  | -                  | -          | -          | -          | ?      | ?      |
| 1994               | Lisleby            | 3D                 | ?          | ?          | CN              | ?               | ?               | -                  | -                  | -                  | -          | -          | -          | ?      | ?      |
| 1995               | Lisleby            | 3D                 | ?          | ?          | CN              | ?               | ?               | -                  | -                  | -                  | -          | -          | -          | ?      | ?      |
| Totale Lisleby     | Totale Lisleby     | Totale Lisleby     | ?          | ?          |                 | ?               | ?               |                    | -                  | -                  |            | -          | -          | ?      | ?      |
| Totale             | Totale             | Totale             | ?          | ?          |                 | ?               | ?               |                    | 3                  | 0                  |            | -          | -          | ?      | ?      |

## Palmarès

### Club

#### Competizioni nazionali
- Coppa di Norvegia: 1

Moss: 1983